# Митесайм
Митесайм (фр. Mietesheim) — коммуна на северо-востоке Франции в регионе Гранд-Эст (бывший Эльзас — Шампань — Арденны — Лотарингия), департамент Нижний Рейн, округ Агно-Висамбур, кантон Рейшсоффен. До марта 2015 коммуна в составе упразднённого кантона Нидербронн-ле-Бен административно входила в состав упразднённого округа Агно.
Площадь коммуны — 8,49 км², население — 617 человек (2006) с тенденцией к росту: 648 человек (2013), плотность населения — 76,3 чел/км².

## Население
Население коммуны в 2011 году составляло 661 человек, в 2012 году — 654 человека, а в 2013-м — 648 человек.
| 1962 | 1968 | 1975 | 1982 | 1990 | 1999 | 2006 | 2008 | 2011 | 2012 | 2013 |
| ---- | ---- | ---- | ---- | ---- | ---- | ---- | ---- | ---- | ---- | ---- |
| 571  | 586  | 562  | 525  | 538  | 554  | 617  | 635  | 661  | 654  | 648  |

Динамика населения:

## Экономика
В 2010 году из 423 человек трудоспособного возраста (от 15 до 64 лет) 350 были экономически активными, 73 — неактивными (показатель активности 82,7 %, в 1999 году — 74,2 %). Из 350 активных трудоспособных жителей работали 339 человек (187 мужчин и 152 женщины), 11 числились безработными (6 мужчин и 5 женщин). Среди 73 трудоспособных неактивных граждан 23 были учениками либо студентами, 23 — пенсионерами, а ещё 27 — были неактивны в силу других причин.